# وليد الخضراوي
وليد الخضراوي (القصرين, 30 جوان 1988) ممثل تونسي شارك في العديد من العروض المسرحية والسينمائية، ويشغل أيضا خطة مدير المركز الدولي للفنون المعاصرة بالقصرين.
وعمل على تنظيم مهرجان الشعانبي للمسرح المعاصر وتحويل هذا الحلم والمشروع الثقافي بالجهة إلى حقيقة، رغم تأجيله أربعة مرات بحجة الإرهاب الذي تشهده ولاية القصرين.

## مسيرته
درس وليد في تونس العاصمة، ثم عاد ليفتح مركزًا ثقافيًا على مقربة من جبل الشعانبي غير عابئ بدوي القصف الذي يقوم به الجيش التونسي على معاقل الإرهابيين في أحراش الجبل. وقام بتحويل مستودع بأحد أحياء المدينة إلى مقر لـ”المركز الدولي للفنون المعاصرة” به مجموعة من الورشات تعنى بالفنون المعاصرة مثل المسرح والرقص والسينما والرسم والموسيقى.
ورغم صعوبات البداية، بدأ المركز في استقبال من تستهويهم منتوجاته الثقافية، فحسب الخضراوي مر أكثر من 250 شابًا بورش المركز في ظرف سنتين. وأنتج المركز مسرحية حالة عادية التي أخرجها وليد الخضراويّ، تمكّن المركز من إنتاج 4 أعمال فنية في ظرف سنة، وهي: عمل للأطفال بعنوان كلوف كلون، ومسرحية الوقت الميت عن نص للكاتب الأيرلندي صمويل بيكيت، وعرض درويش، وعرض تنشيطي بعنوان شارلو.

## أعماله

### المسرح
- 2014, طش ورش
- الحضرة
- الحاوية
- الوقت الميت[3]

### السينما
- خسوف